# The Girl Downstairs
The Girl Downstairs, coneguda a Corea del Sud com a Lee Doo-na! (coreà: 이두나!, Iduna!; xinès simplificat: 爱上她的理由, pinyin: Àishàng tā de lǐyóu) és un manhwa sud-coreà publicat com a webtoon escrit i il·lustrat per Min Songa. Es va serialitzar a través de la plataforma webtoon de Naver Corporation, Naver Webtoon, del juliol del 2019 al juliol del 2022, sent els episodis posteriorment recollits i publicats en 5 volums.
Una sèrie d'animació xinesa, dirigida per Dong Yi, es va estrenar a Bilibili el 20 d'abril de 2023. La història fou adaptada a una sèrie amb persones reals, Doona!, que es va estrenar el 20 d'octubre de 2023 a Netflix.

## Versions

### Manhwa
Min Songa va llançar The Girl Downstairs a la plataforma webtoon de Naver, Naver Webtoon, el 17 de juliol de 2019.

#### Donghua
La sèrie d'animació es va estrenar a Bilibili el 20 d'abril de 2023, sent llicenciada per Jonu Media i subtitulada al castellà el desembre d'aquell mateix any.

### Altres mitjans
La sèrie va aparéixer al reality show de música de Corea del Sud Webtoon Singer, estrenada al servei de transmissió TVING el 17 de febrer de 2023, que presentava actuacions d'artistes de K-pop que combinaven webtoons amb tecnologia de realitat ampliada.